# 千叶阿尔泰狗娃花
千叶阿尔泰狗娃花（学名：Heteropappus altaicus var. millefolius）为菊科狗娃花属下的一个变种。